# باتوشا
باتوشا (به لاتین: Batuša) یک منطقهٔ مسکونی در بوسنی و هرزگوین است که در گورنیی واکوف-اوسکوپلیه واقع شده‌است.